# Scene Queen
Hannah Collins  (născută pe 6 mai 1997),  cunoscută în plan profesional sub numele de Scene Queen, este o cântăreață și compozitoare americană. În prezent are semnal un contract cu Hopeless Records. Este cunoscută ca inventatoarea stilul „Bimbocore”, un subgen de metalcore cu teme feministe. A devenit faimoasă pe platforma de socializare TikTok, unde a strâns peste 230 000 de urmăritori până în aprilie 2022.  EP-ul ei de debut Bimbocore a fost lansat pe 29 aprilie 2022. Un EP ulterior, Bimbocore Vol. 2, a fost lansat pe 10 noiembrie 2022.

## Carieră
Hannah Collins s-a născut în Ohio și a crescut în Los Angeles. În perioada adolescenței, ea a avut mai multe fan-bloguri pe platforma Tumblr dedicate artiștilor emo.
În 2020, a lansat singur single-ul „Are You Tired?”, iar în 2021, a semnat un contract cu Hopeless Records. Pe 3 martie 2022, Scene Queen a lansat melodia „Pink Rover”, o melodie a cărei teme este fenomenul obiectivării femeilor și hărțuirea stradală.  Pe 19 aprilie 2022, ea a anunțat că EP-ul ei de debut Bimbocore va fi lansat pe 29 aprilie 2022, alături de single-ul „Pink Panther”.
Când vine vorba despre procesul ei de creație, ea a afirmat următoarele: „Înainte de a scrie Bimbocore, simțeam că dacă nu m-aș fi conformat întrutotul la așteptările industriei rock, nu aș reuși niciodată. Prin acest proiect am reușit să mă scot din acel spațiu și să fiu eu însămi, fără a mă explica nimănui. Am scris acest EP astfel încât să fie foarte feminin și exagerat, deoarece femeile au petrecut mult prea mult timp făcându-se mici pentru confortul altora. Mi-am dat seama că, cu cât sunt mai impunătoare și cu cât ies mai mult din normal, cu atât normalul devine mai larg și mai primitor pentru alte femei să intre în acest nou normal.” 
Pe 15 iulie 2022, Scene Queen a lansat single-ul principal din al doilea EP al ei, „Pink G-String”.  Cel de-al doilea single al EP-ului, „Barbie & Ken”, este o colaborare cu trupa americană de punk Set It Off⁠(d). Cântecul a fost lansat pe 25 august 2022.  Al doilea EP al lui Scene Queen, intitulat Bimbocore Vol. 2, a fost lansat pe 10 noiembrie 2022, împreună cu single-ul „Pink Hotel”. 

## Stilul muzical
Scene Queen își definește stilul muzical ca fiind „bimbocore”, un subgen de metalcore, rock alternativ și pop care „combină estetica hiper-feminină pe care o revendicată și distorsiunile vocale ale unor genuri muzicale precum pop cu breakdown-uri inspirate de metalcore”.   Muzica ei a fost descrisă de Kerrang! ca „un puzzle zimțat de sunete care se ciocnesc, combinând ziduri feroce de chitară djent și beat-uri trap care se unesc pentru a crea o asprime care clocotește și care îi va atrage pe fani ai unor artiști foarte variați, de la Ghostemane la Ashnikko și Kesha ”. 
Melodia ei „Pretty in Pink” îmbină vocea screamo cu cântece de leagă, în timp ce „Pink Panther” este o piesă alt-pop care preia coloana sonoră din cunoscutul desen animat Pantera Roz (The Pink Panther), dar cu versuri despre pasiunea pentru femei. Stilul ei de modă este inspirat de figuri importante din moda Y2K precum Paris Hilton și Nicole Ritchie, mai ales când vine vorba de părul blond și hainele roz aprins. 

## Viața personală
Collins suferă de ADHD și de tulburare bipolară.  Ea este bisexuală și a spus că melodia ei „Pink Panther”, în care sunt prezente teme de atracție pentru femei, a ajutat-o să-și împărtășească identitatea cu întreaga lume. 

## Discografie

### Piese extinse
| Titlu            | Detalii                                                                                         | Poziții de vârf în topuri |
| Titlu            | Detalii                                                                                         | Regatul Unit DL           |
| ---------------- | ----------------------------------------------------------------------------------------------- | ------------------------- |
| Bimbocore        | - Lansare: 29 aprilie 2022 - Etichetă: Hopeless - Format: Vinil, descărcare digitală, streaming | 98                        |
| Bimbocore Vol. 2 | - Lansare: 10 noiembrie 2022 - Etichetă: Hopeless - Format: Descărcare digitală, streaming      | –                         |

### Singles
| Titlu                                    | An                      | Album             |
| ---------------------------------------- | ----------------------- | ----------------- |
| "Are You Tired?"                         | Format:Non-album single |                   |
| "Pretty in Pink"                         | 2021                    | Bimbocore         |
| „Pink Bubblegum”                         | 2021                    | Bimbocore         |
| "Pink Rover"                             | 2022                    | Bimbocore         |
| "Pink Panther"                           | 2022                    | Bimbocore         |
| „Pink G-String”                          | 2022                    | Bimbocore, voi. 2 |
| „Barbie and Ken” (alături de Set It Off) | 2022                    | Bimbocore, voi. 2 |
| „Pink Hotel”                             | 2022                    | Bimbocore, voi. 2 |

### Videoclipuri muzicale
| Titlu                                    | An   | Director                     |
| ---------------------------------------- | ---- | ---------------------------- |
| "Pretty in Pink"                         | 2021 | Hannah Collins               |
| „Pink Bubblegum”                         | 2021 | Hannah Collins               |
| ”Pink Rover”                             | 2022 | Alex Bemis și Hannah Collins |
| "Pink Panther"                           | 2022 | Danin Jacquay                |
| ”Pink G-String”                          | 2022 | Danin Jacquay                |
| „Barbie and Ken” (alături de Set It Off) | 2022 | Danin Jacquay                |
| „Pink Hotel”                             | 2022 | Angelica Valente și Pseudo   |